# Greich
Greich is een plaats en voormalige gemeente in het Zwitserse kanton Wallis, en maakt sinds 1 november 2003 deel uit van de gemeente Riederalp in het district Östlich Raron.